# Dos Equis Pavilion
Dos Equis Pavilion – amfiteatr znajdujący się w Fair Park w Dallas.

## Historia
Został otwarty w roku 1988 jako Coca-Cola Starplex Amphitheatre. W roku 1998, kiedy prawa do nazwy wygasły, obiekt nazywał się po prostu Starplex Amphitheatre. W roku 2000 prawa do nazwy zostały sprzedane koncernowi Smirnoff w wyniku umowy sponsorowania korporacyjnej z House of Blues. Wówczas obiekt nosił nazwę Smirnoff Music Centre. Jednakże dla młodych artystów dających tu swoje koncerty, miejsce było znane pod nazwą The Music Center Fair Park. Prawa nazewnictwa zostały przyznane ponownie w styczniu 2008 roku, a obiekt nosił nazwę Superpages.com Center. Od 2011 obowiązuje nazwa Gexa Energy Pavilion.
Miejsce to jest obsługiwane przez Live Nation, podmiotu Live Nation Entertainment.
Swoje koncerty dawali tu między innymi Mötley Crüe, Poison, Megadeth, Godsmack, Def Leppard, Kings of Leon, Kid Rock, Disturbed, Trivium, Suicide Silence, Guns N’ Roses, Incubus, Foreigner, Journey, Maroon 5, ZZ Top, Alice in Chains, 3 Doors Down, Slipknot, Anthrax, Motörhead, Ozzy Osbourne, Chevelle, Halestorm, Candlebox, Slayer, Iron Maiden, Kiss, Hellyeah, Linkin Park, Rise Against, Staind, Slash, Black Label Society, Tim McGraw, Machine Head, Children of Bodom, Mastodon, Heart czy Depeche Mode.